# سوخوي سو-17
سوخوي سو-17 (عرفت أيضا باسم سو-20، سو-22) (روسي: (Сухой Cу-17) (لقب تعريف الناتو: فيتر Fitter) هي طائرة هجوم أرضي نفاثة ذات أجنحة متحركة من تصميم وتصنيع مكتب سوخوي في الاتحاد السوفييتى مشتقة من الطائرة سوخوي سو-7. ظلت السوخوي-17 في الخدمة لفترة طويلة في القوات الجوية السوفيتية وخليفتها القوات الجوية الروسية، كما صدرت للعديد من دول حلف وارسو والكتلة الشرقية ودول الشرق الأوسط.